# Aagtentunnel
De Aagtentunnel is een langzaam verkeerstunnel in de Noord-Hollandse plaats Beverwijk. De tunnel ligt in het verlengde van de Aagtenpoort en verbindt de Sint Aagtendijk met de Parallelweg. De tunnel gaat de Spoorsingel, het naastgelegen vrijliggend fietspad en de spoorlijn Haarlem - Uitgeest (Kennemerlijn) onderdoor. De tunnel werd op 21 april 2017 officieel geopend.
De tunnel werd aangelegd als onderdeel van een spoorproject dat in het najaar van 2015 begon. Met dit project werden er onder andere twee extra sporen aangelegd voor goederenvervoer van en naar Tata Steel en een nieuwe tunnel voor fietsers en voetgangers waarmee de gelijkvloerse kruising is komen te vervallen.
De tunnel is voorzien van blauwe wanden met daarop panelen gemaakt door Eline Janssens. Op deze panelen zijn Japanse taferelen te zien, die een eerbied brengen aan de natuur en zijn geïnspireerd op het Beverwijkse natuurgebied De Buitenlanden.